# Wadim Wladimirowitsch Guljajew
Wadim Wladimirowitsch Guljajew (russisch Вадим Владимирович Гуляев; * 5. Februar 1941 in Moskau; † 12. Dezember 1998 ebenda) war ein sowjetischer Wasserballspieler. Bei Olympischen Spielen gewann er mit der sowjetischen Nationalmannschaft 1968 Silber und 1972 Gold, 1966 und 1970 war er Europameister.

## Sportliche Karriere
Der 1,83 m große Torhüter Wadim Guljajew trat für TSSK VMF Moskau an.
Bei der Europameisterschaft 1966 in Utrecht gewann die sowjetische Mannschaft erstmals den Europameistertitel. Nach zwei Unentschieden gegen Italien und Jugoslawien besiegte die sowjetische Mannschaft das Team aus der DDR durch ein Tor von Boris Grischin mit 1:0 und erhielt die Goldmedaille vor dem Team aus der DDR und den Jugoslawen. Die Ungarn, die zuvor dreimal in Folge den Titel gewonnen hatten, belegten nur den fünften Platz.
Bei den Olympischen Spielen 1968 in Mexiko-Stadt war Guljajew in allen acht Partien dabei und wechselte sich im Tor mit Oleg Bowin ab. Die sowjetische Mannschaft belegte in der Vorrunde den zweiten Platz hinter den Ungarn und besiegte im Halbfinale die Italiener mit 8:5. Im Finale gegen die Jugoslawen unterlag die sowjetische Mannschaft mit 11:13 Toren. 1970 bei der Europameisterschaft in Barcelona verteidigte die sowjetische Mannschaft ihren Titel mit neun Siegen in neun Spielen erfolgreich, Zweite wurden die Ungarn vor den Jugoslawen. Auch hier waren Guljajew und Bowin die sowjetischen Torhüter.
Bei den Olympischen Spielen 1972 in München wirkte Guljajew in allen acht Partien mit und wechselte sich mit Wjatscheslaw Sobtschenko ab. Die sowjetische Mannschaft verlor kein Spiel, die Partien gegen die Ungarn und gegen das US-Team endeten unentschieden. Am Ende lagen die Ungarn nach Punkten gleichauf mit der sowjetischen Mannschaft, die aber durch die bessere Tordifferenz die erste olympische Goldmedaille für die Sowjetunion im Wasserball gewann.